# César Cueto
César Augusto Cueto Villa (Lima, 16 giugno 1952) è un ex calciatore peruviano, di ruolo centrocampista.
Con la Nazionale peruviana ha vinto la Copa América 1975 e ha partecipato a due edizioni dei Mondiali: nel 1978 e nel 1982
A livello di club ha ottenuto grandi successi con Alianza Lima (Perù) e Atletico Nacional (Colombia), risultando uno dei calciatori più rappresentativi delle due squadre.

## Carriera
Debutta nel 1969 con l'Alianza Lima come ala sinistra.
Nel 1977, insieme agli altri due calciatori peruviani Teófilo Cubillas e Hugo Sotil, forma un trio offensivo formidabile. Con loro, la squadra aliancista gioca 87 partite (segnando 178 reti) e vince 2 titoli nazionali (1977 e 1978). Nel 1978 raggiunge la semifinale della Copa Libertadores e la squadra segna 28 reti in 10 partite.
Nel 1979, Cueto passa all'Atlético Nacional, dove fa coppia con Guillermo La Rosa. In Colombia si trova bene, tanto che diventa il vero leader e capitano della squadra, vincendo il Campionato di calcio colombiano nel 1981.
Nel 1984 viene acquistato dall'América de Cali e vince subito il campionato colombiano giocando come capitano della squadra. Nel 1985, alla sua seconda stagione con la maglia rossa, subisce un grave infortunio: la rottura dei legamenti del ginocchio destro, che lo costringerà a uno stop di circa 9 mesi. Dopo l'infortunio Cueto continua a giocare per altri due anni, con il Deportivo Pereira e il Cúcuta Deportivo Fútbol Club.
Nel 1988 torna in patria e decide di ritirarsi dall'attività agonistica.

## Palmarès

### Club
- Campionato interregionale: 2

Alianza Lima: 1971, 1978
- Campionato peruviano: 3

Alianza Lima: 1975, 1977, 1978
- Campionato colombiano: 2

Nacional Medellín: 1981
America Cali: 1984

### Nazionale
- Coppa America: 1

1975

### Individuale
- Miglior calciatore attivo in Colombia: 2

1980, 1981